# 東宮福晋ジャルート・ボルジギト氏
ジャルート・ボルジギト氏（Jarud Borjigit hala、扎魯特博爾済吉特氏、? - 1635年以後）は、清の太宗ホンタイジの側室。東宮福晋（とうぐうフジン）に封じられたが、離縁された。ジャルート旗のボルジギト氏の出身。

## 経歴
後金の天聡6年（1632年）、ホンタイジに嫁ぎ、側福晋（側室）となった。東宮福晋と称された。美貌があったため、寵愛を受けた。
東宮福晋は女子を2人産んだが、天聡9年（1635年）、ホンタイジは産褥期の東宮福晋を葉赫那拉氏の南褚に妻として下賜した。その後、ホンタイジはハルジョルを新たに東宮福晋に封じた。

## 女子
- 固倫公主
- 皇九女（1635年11月5日 - 1642年）

いずれもホンタイジの娘。

## 伝記資料
- 『満文老檔』
- 『清史稿』